# Bulweria bulwerii

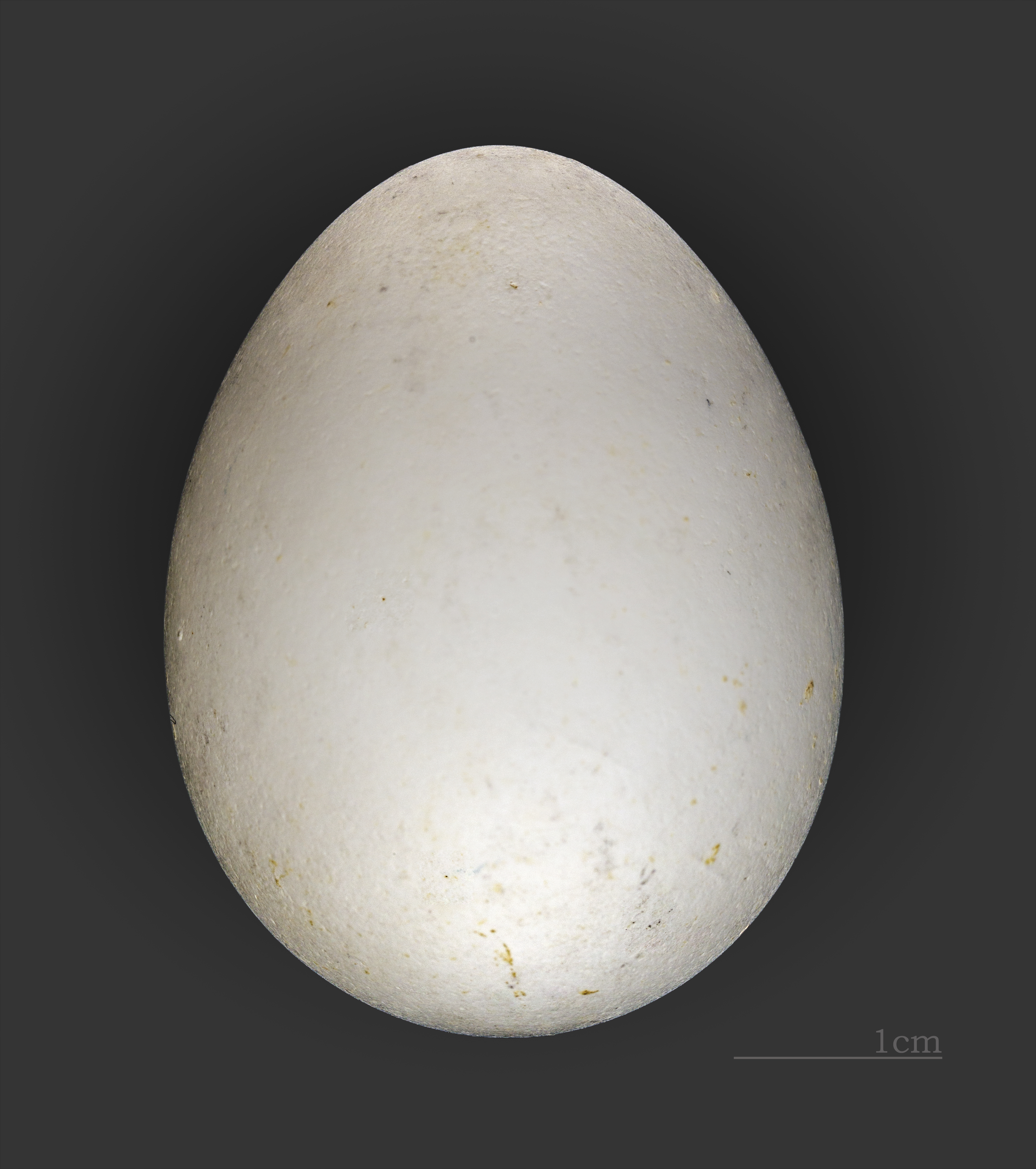
Bulweria bulwerii

Alma-negra-de-bulwer ou alma-negra-comum (Bulweria bulwerii (Jardine & Selby, 1828)) é uma ave marinha da família dos procelarídeos, conhecida pelo nome comum de alma-negra  ou pardela-de-bulwer. Caracteriza-se pela plumagem escura, com cauda e asas longas. Com distribuição natural no nordeste do Atlântico, nidifica nos arquipélagos dos Açores, da Madeira, Canárias e Cabo Verde. Ocasionalmente aproxima-se da costa norte-africana e da Península Ibérica, ocorrendo nas ZEE de Portugal, Espanha e Marrocos.

## Subespécies
A espécie é monotípica (não são reconhecidas subespécies).

## Conservação
Esta espécie encontra-se listada no Livro Vermelho dos Vertebrados de Portugal com o estatuto de Em Perigo nos Açores e Pouco Preocupante na Madeira. Globalmente, é considerada Pouco Preocupante pela União Internacional para a Conservação da Natureza (IUCN).